# Wako Kitano
Pour les articles homonymes, voir Kitano.
Pas d'image ? Cliquez ici

a Compétitions nationales et continentales officielles uniquement.

b Matchs officiels uniquement.
Wako Kitano (北野 和子, Kitano Wako), née le 8 septembre 1999 dans la préfecture de Hyōgo (Japon), est une joueuse internationale japonaise de rugby à XV évoluant au poste de pilier.

## Biographie
Wako Kitano naît le 8 septembre 1999.
En 2022, elle joue pour le club des Mie Pearls (ja) dans la préfecture de Mie. Elle a six sélections en équipe du Japon quand elle est retenue en septembre 2022 pour disputer la Coupe du monde en Nouvelle-Zélande.
En juillet 2025, comptant désormais 21 capes en équipe nationale, elle est à nouveau retenue pour la Coupe du monde.